# Cantone di Coucouron
Il Cantone di Coucouron era una divisione amministrativa dell'arrondissement di Largentière.
A seguito della riforma approvata con decreto del 13 febbraio 2014, che ha avuto attuazione dopo le elezioni dipartimentali del 2015, è stato soppresso.

## Composizione
Comprendeva i comuni di:
- Coucouron
- Issanlas
- Issarlès
- Le Lac-d'Issarlès
- Lachapelle-Graillouse
- Lanarce
- Lavillatte
- Lespéron